# 2015年の政治
< 2014年 | 2015年の政治 | 2016年 >
2015年の政治（2015ねんのせいじ）では、2015年の政治分野に関する出来事について記述する。国名が記載されていない出来事は日本の政治に関する事項である。

## 政治関係の出来事

### 1月
- 1日 -  スイスの連邦参事会で2014年の連邦副大統領だったシモネッタ・ソマルーガが連邦大統領に就任。
- 5日
  - 群馬県警察、2014年12月の第47回衆議院議員総選挙において群馬県第2区で落選、比例北関東ブロックで復活当選した維新の党の石関貴史衆議院議員の元公設第一秘書だった群馬県伊勢崎市議会議員ら2名を、公職選挙法違反（買収）容疑で逮捕[1]。6日、石関は党の選挙対策委員長を辞任[2]。
  -  台湾法務部、収賄罪などで服役中の野党、民主進歩党の陳水扁前総統に対し、睡眠時無呼吸症候群など複数の病状が悪化しているとして、1カ月間の自宅療養を認め仮釈放[3]。
- 1月6日 - 青森県警察、第47回衆議院議員総選挙において青森県第1区で落選、比例東北ブロックで復活当選した維新の党の升田世喜男衆議院議員の元出納係だった青森県旧金木町元助役ら2名を、公職選挙法違反（買収）容疑で逮捕[4]。
- 8日
  - 1日付で設立した、新党「日本を元気にする会」の設立を総務相に届け出た[5]。代表に松田公太参院議員が就任。
  -  スリランカ大統領選挙が行われ、与党スリランカ自由党の前幹事長で現職のマヒンダ・ラージャパクサ大統領に反旗を翻して新党新民主戦線から野党統一候補として出馬したマイトリーパーラ・シリセーナが現職を破り当選、翌9日に就任宣言[6]。
- 9日 - 次世代の党の園田博之衆院議員とアントニオ猪木参院議員がそれぞれ離党。園田は太陽の党、猪木は日本を元気にする会にそれぞれ入党[7]。
- 11日
  - 佐賀県知事選挙が実施され、新人の山口祥義が初当選[8]。
  -  クロアチア大統領選挙において、クロアチア民主同盟のコリンダ・グラバル＝キタロヴィッチ元・外相が当選。
- 13日 - 日本を元気にする会が、党役員人事を実施[9]。
- 14日
  - 東京地検特捜部、ディーエイチシー社長からの借入金8億円について政治資金規正法違反容疑で市民団体から告発されていた渡辺喜美元みんなの党代表と、うちわ配布について公職選挙法違反容疑で民主党議員から告発されていた松島みどり元法務大臣について、いずれも不起訴処分[10]。
  -  イタリアのジョルジョ・ナポリターノ大統領が高齢を理由に辞任。元老院（上院）のピエトロ・グラッソ（英語版）議長が暫定大統領に就任。
- 15日
  - 日本・オーストラリア経済連携協定発効[11]。
  - 最高裁判所第1小法廷、一票の格差を理由に2013年東京都議会議員選挙練馬選挙区の選挙無効（やり直し）を求めた訴訟の上告審判決で、東京高等裁判所が合憲とした判決を支持し上告を棄却、判決確定[12]。
- 16日 -  ハイチの首相にエヴァンス・ポール（英語版）が就任。
- 17日 -  マダガスカルのヘリー・ラジャオナリマンピアニナ大統領が首相と内閣を一新。新首相にジャン・ラヴェルナリヴが就任。
- 18日 - 民主党の海江田万里代表の辞任に伴う、代表選挙の投開票日[13]。岡田克也代表代行が選出された。
- 20日 -  ザンビア大統領選挙（英語版）が開始。24日に選挙管理委員会より与党愛国戦線 (PF)のエドガー・ルング国防相兼法相の当選が発表され[14]、25日に大統領就任式。
- 22日
  - 民主党は、岡田克也代表の下での役員人事が了承され、新執行部体制が発足した[15]。
  -  イエメンでイスラム教武装組織フーシがクーデターを起こしたことにより、アブド・ラッボ・マンスール・ハーディー暫定大統領とハーリド・バハーハ（英語版）首相が辞任し、政権が崩壊。
- 23日
  -  サウジアラビアのアブドゥッラー・ビン・アブドゥルアズィーズ国王（首相を兼任）が死去。異母弟のサルマーン・ビン・アブドゥルアズィーズ王太子が第7代国王に即位。
  - 自民党が、山口壮衆院議員（無所属）の会派入会届を衆院事務局に提出。今月に地元との調整がついたとして同党入党が認められ、26日召集の通常国会から自民党会派に参加することとなった[16][17]。
- 25日
  - 山梨県知事選挙が実施され、新人の後藤斎が初当選[18]。
  - 北九州市長選挙が実施され、北橋健治が3選[19]。
  - 広島県警察が、元衆議院議員の橋本博明民主党広島県連副代表を道路交通法違反（酒気帯び運転）で摘発[20]。同27日、民主党は同副代表の離党届を受理するとともに、広島3区総支部長から解任、かつ第47回衆議院議員総選挙で次点となっていた比例中国ブロックの候補者名簿から削除することを決定[21]。
  -  ギリシャ議会総選挙で野党急進左派連合 (SYRIZA) が300議席中149議席を獲得し勝利[22]。26日にアレクシス・ツィプラス党首が首相に就任。
- 26日 - 第189回国会（通常国会）召集[23]。
- 28日 - 「生活の党と山本太郎となかまたち」が、党役員人事を実施。党首を共同代表制にし小沢一郎代表と山本太郎参院議員が就いた[24]。
- 30日 - ジンバブエのロバート・ムガベ大統領がアフリカ連合の総会議長に就任。

### 2月
- 1日 - 愛知県知事選挙で現職の大村秀章が再選[25]。
- 3日
  - 参議院本会議にて2014年度補正予算が成立[26]。
  -  イタリアの第12代大統領に憲法裁判所判事のセルジョ・マッタレッラが就任。
- 4日 -  ウクライナ最高会議、ロシアに逃亡中のヴィクトル・ヤヌコーヴィチ前大統領から大統領の称号を剥奪する法案を可決[27]。
- 6日
  -  東ティモールのシャナナ・グスマン首相がタウル・マタン・ルアク大統領に辞表を提出[28]。16日に、かつて保健相・副首相を務めたルイ・マリア・デ・アラウジョ（英語版）が新首相に就任。
  -  チュニジアのメヘディ・ジョマア（英語版）首相が辞任し、ハビーブ・シード（英語版）が新首相に就任。
  -  イエメンでクーデターを起こしたフーシが議会を強制的に解散し、暫定統治機構として大統領評議会、国会に代わる暫定国民評議会を開設し、「憲法宣言」を発表、今後2年間は「革命委員会」が統治権を握ると宣言[29]。
- 7日 -  ナイジェリア国家選挙管理委員会はイスラム過激派組織ボコ・ハラム支配地域の治安回復に時間が要るとして今月14日に予定されていた大統領選挙を3月28日に延期すると発表[30]。
- 9日
  -  オーストラリアの与党であるオーストラリア自由党議員総会において、トニー・アボット首相に対する党首解任動議が出されるも否決された[31]。
  -  韓国の最大野党新政治民主連合の代表に文在寅が就任。
- 10日 -  ミャンマーでロヒンギャ族に国民投票を認める法律が成立したが、翌日に撤回された[32]。
- 17日 -   韓国の鄭烘原国務総理（首相）が退任し、朴槿恵大統領側近の李完九が第43代国務総理に就任。
- 18日
  -  ギリシャの次期大統領に新民主主義党の議員で元・内相のプロコピス・パヴロプロスが選出された。
  -  モルドバでユリエ・レアンカ（英語版）首相が辞任し、実業家のキリル・ガブリッチが新首相に就任。
  -  セントクリストファー・ネイビスでセントキッツ・ネーヴィス労働党（英語版）(SKNLP)党首のデンジル・ダグラス首相が辞任し、人民労働党のティモシー・ハリス（英語版）が新首相に就任。
- 19日 -  クロアチアのイヴォ・ヨシポヴィッチ大統領が退任し、コリンダ・グラバル＝キタロヴィッチが第4代大統領に就任。同国初の女性大統領が誕生。
- 21日 - 次世代の党は、中田宏前国対委員長（前衆院議員）が離党していたことを発表した[33]。
- 22日 - 沖縄県与那国町、中学生以上の未成年および永住外国人を有権者に含む、陸上自衛隊沿岸監視部隊の配備受け入れの是非を問う、法的拘束力のない住民投票を実施、投票率85%超のうち賛成が632票、反対445票で賛成多数となる[34]。
- 23日
  - 西川公也農林水産大臣が辞任し後任に林芳正前農林水産大臣が就任[35]。
  - 2014年1月の青森県平川市長選挙において、市議15人に現金を渡して票のとりまとめを頼んだ大川喜代治前市長に対し、懲役2年執行猶予5年の有罪判決[36]。
- 27日 -  ロシア・モスクワ中心部で、ウラジーミル・プーチン大統領批判の急先鋒に立っていたボリス・ネムツォフロシア共和党・人民自由党党首が暗殺された[37]。
- 28日 -  レソト議会総選挙 (Lesotho general election, 2015) 。

### 3月
- 1日 -  ウルグアイのホセ・ムヒカ大統領が退任し、タバレ・バスケス前大統領が第41代大統領として再任。これにより南米諸国連合議長もムヒカからバスケスに交代。
- 3月 -  ミクロネシア連邦議会選挙 (Micronesian parliamentary election, 2015)
- 5日
  -  中国・全国人民代表大会第12期第3回会議が開会。
  - 名古屋地方裁判所、美濃加茂市の市長に無罪判決[38]。
- 10日 - 千葉県銚子市の越川信一市長が、公職選挙法違反容疑千葉県警察で書類送検される[39]。
- 13日 - ギリシャのカロロス・パプーリアス大統領が退任し、プロコピス・パヴロプロスが第三共和政第8代大統領に就任。
- 17日
  -  イスラエル総選挙が実施されベンヤミン・ネタニヤフ首相率いる与党リクードが第1党[40]。
  -  レソトのトム・タバネ (Tom Thabane) 首相が辞任し、前首相のパカリタ・モシシリが再び首相に就任。
- 21日 -  ナミビアのヒフィケプニェ・ポハンバ大統領が退任し、ハーゲ・ガインゴブ首相が第3代大統領に就任。サーラ・クーゴンゲルワ＝アマディラ財務相が新首相に就任。
- 23日 -  シンガポールのリー・クアンユー元首相が死去、91歳没[41]。
- 28日 -  ナイジェリア大統領選挙が実施。軍事政権時代の指導者でイスラム教徒のムハンマド・ブハリが現職大統領でキリスト教徒のグッドラック・ジョナサンを制して当選。
- 29日 -  ウズベキスタン大統領選挙 (Uzbekistani presidential election, 2015) が実施され、現職のイスラム・カリモフが4選。
- 30日
  -  イギリス下院が解散。
  -  ペルーの議会がアナ・ハラ (Ana Jara) 首相の不信任案を可決[42]。4月2日、ペドロ・カテリアーノ (Pedro Cateriano) 国防相が新首相に就任。
- 31日 - ツバル総選挙 (Tuvaluan general election, 2015) （3月19日より延期）

### 4月
- 4日 - 大阪維新の会、および維新の党、上西小百合衆院議員（比例近畿ブロック選出）を除名[43]。
- 9日 -  北朝鮮で第13期第3回最高人民会議（金正恩第1書記は欠席）[44]。
- 9日 - 2015年度予算案、参議院本会議で可決成立[45]。
- 12日 - 第18回統一地方選挙 前半投票日。
  - 北海道知事選挙が実施され、高橋はるみが4選[46]。
  - 神奈川県知事選挙が実施され、黒岩祐治が再選[47]。
  - 福井県知事選挙が実施され、西川一誠が4選[48]。
  - 三重県知事選挙が実施され、鈴木英敬が再選[49]。
  - 奈良県知事選挙が実施され、荒井正吾が3選[50]。
  - 鳥取県知事選挙が実施され、平井伸治が3選[51]。
  - 島根県知事選挙が実施され、溝口善兵衛が3選[52]。
  - 徳島県知事選挙が実施され、飯泉嘉門が4選[53]。
  - 福岡県知事選挙が実施され、小川洋が再選[54]。
  - 大分県知事選挙が実施され、広瀬勝貞が4選[55]。
  - 岩手県、宮城県、福島県、茨城県、東京都、沖縄県を除く41道府県議会議員選挙が実施。[要出典]
  - 札幌市長選挙が実施され、秋元克弘が初当選[56]。
  - 相模原市長選挙が実施され、加山俊夫が3選[57]。
  - 静岡市長選挙が実施され、田辺信宏が再選[58]。
  - 浜松市長選挙が実施され、鈴木康友が3選[59]。
  - 広島市長選挙が実施され、松井一實が再選[60]。
  - 仙台市、静岡市、北九州市を除く17市の政令指定都市の市議会議員選挙が実施。[要出典]
- 13日 -  スーダン総選挙 (Sudanese general election, 2015) （4月2日より延期）
- 14日 - 韓国国会は、日本の歴史教科書に任那の記述があることを糾弾する「安倍政府の独島領有権侵奪と古代史歪曲に対する糾弾決議案」を採択した[61]。
- 19日 -  北キプロス大統領選挙 (Northern Cyprus presidential election, 2015) の第一回投票が実施され、現職のデルヴィシュ・エロールが首位となるも過半数とはならず。
- 20日 - 町村信孝衆院議長が病気療養のため、川端達夫衆院副議長に辞表を提出し辞任[62]。
- 21日
  - 前日辞任した町村信孝前衆院議長の後任に大島理森衆院予算委員長を選出[63]。
  - 大島理森が、衆院議長の就任を受け自民党番町政策研究所（大島派）会長を辞任。後任に山東昭子元参院副議長が就任し、番町政策研究所は「山東派」に変更した[64]。
- 25日 -  トーゴ大統領選挙 (Togolese presidential election, 2015) （4月15日より延期）が実施され、現職のフォール・ニャシンベが3選。
- 26日
  - 第18回統一地方選挙 後半投票日[要出典]
  - 国会議員の補欠選挙（実施なし）[要出典]
  -  カザフスタン大統領選挙 (Kazakhstani presidential election, 2015) が実施され、現職のヌルスルタン・ナザルバエフが4選[65]。
  -  ベナン国民議会選挙 (Beninese parliamentary election, 2015) 
  -  北キプロス大統領選挙 (Northern Cyprus presidential election, 2015) の決選投票が実施され、ムスタファ・アクンジュが現職のデルヴィシュ・エロールを破り当選。30日に大統領に就任。
- 27日 -  韓国の朴槿恵大統領は、裏献金疑惑を受けて辞意を表明していた李完九国務総理（首相）の辞表を受理した。[66]経済副総理兼企画財政部長官の崔炅煥が国務総理代理となる。
- 28日 - 小渕優子衆議院議員の関連政治団体の2009年から2013年分の政治資金収支報告書について、実際には資金移動のない架空の寄付金を団体間で計上したり、観劇会の収入を少なく申告したりしたとして、政治資金規正法違反（虚偽記載）容疑で東京地検特捜部に小渕議員の元秘書2人が在宅起訴された[67]。

### 5月
- 1日 - 太陽の党が解散し、次世代の党に吸収合併された。次世代は国会議員8名（衆2・参6）となり、園田博之・太陽党首は、次世代の顧問に就任[68]。党の解散は前日4月30日付け[69]。
- 7日 - イギリス総選挙で与党保守党が単独過半数となる331議席を獲得し勝利[70]。
- 12日 - 韓国国会は、「侵略歴史および慰安婦に対する反省のない日本・安倍首相糾弾決議案」及び「日本政府の朝鮮人強制徴用施設のユネスコ世界文化遺産登録推進糾弾決議案」を採択[71]。
- 15日 - 国会に平和安全法制関連2法案（安保関連法案）が提出される[72]。
- 17日 - 大阪都構想の賛否を問う住民投票が行われ、反対が上回ったため大阪市の存続が決定。これを受け橋下徹大阪市長は12月の任期満了での退任と政界引退を表明[73]。
- 19日 - 大阪都構想で反対派が勝利した事の責任を取り維新の党の江田憲司代表が辞任、新代表に松野頼久幹事長を選出し、就任[74]。
- 21日 - 維新の党の松野頼久代表が党役員人事を実施[75]。
- 24日 -  ポーランド大統領選挙の決選投票が実施され、最大野党「法と正義」のアンジェイ・ドゥダが現職のブロニスワフ・コモロフスキを破り当選。
- 24日 -  エチオピア総選挙 (Ethiopian general election, 2015)
- 26日 -  ブルンジ議会総選挙 (Burundian legislative election, 2015)
- 29日 -  ナイジェリア大統領にムハンマド・ブハリが就任。

### 6月
- 1日 - 自民党の町村信孝前衆院議長が死去、70歳没。これにより、北海道第5区が欠員となる[76]。
- 4日 - 衆院憲法審査会での質疑で、憲法解釈変更による集団的自衛権の行使容認について、与党推薦の参考人含め参考人3人全員が「憲法違反だ」と批判する異例の事態。その後自民党は船田元党憲法改正推進本部長を更迭[77][78]。
- 7日
  - 青森県知事選挙で三村申吾が4選[79]。
  -  トルコ6月総選挙で与党公正発展党が過半数割れ[80]。
- 7日 - 8日 - 第41回主要国首脳会議（バイエルン州エルマウ）
- 17日 - 公職選挙法改正案が参議院で可決成立。2016年参議院議員通常選挙から投票権が18歳に引き下げされる。
- 18日
  -  黄教安が大韓民国国務総理に就任した[81]。
  -  デンマーク総選挙（英語版）投開票。野党の自由党や国民党からなる中道右派連合が、与党社会民主党を破り4年ぶりに政権交代。
- 25日 - 「平成三十二年東京オリンピック競技大会・東京パラリンピック競技大会特別措置法」附則により、「東京オリンピック競技大会・東京パラリンピック競技大会推進本部が置かれている間」は19人までに定員が増員され[82]、専任の「五輪相」を新設。五輪相に、自民党の遠藤利明政調会長代理が就任。これまで兼任していた下村博文文部科学相の兼任が解かれた[83][84]。
- 26日 -  スリランカのシリセナ大統領が議会を解散。
- 27日 - 自由民主党は、党若手議員勉強会「文化芸術懇話会」において報道の自由を制限するような発言があった問題で、会の代表を務めた木原稔青年局長を1年間の役職停止処分とした[85]。

### 7月
- 5日 - 群馬県知事選挙が行われ、現職の大沢正明が3選[86]。
- 9日 -  南スーダン総選挙 (South Sudanese general election, 2015) （2018年に延期）
- 10日 - 自民党の脇雅史前参院幹事長が、同党が決定した参院選挙制度改革案を不服として、自民党会派の「退会願」を提出[87]。
- 16日 - 衆議院で平和安全法制関連2法案（安保関連法案）の採決が行われて可決、参議院へ送付される[72]。
- 21日 - ブルンジ大統領選挙（6月24日より延期）が実施され、ピエール・ンクルンジザが3選[88]。
- 28日 - 参議院で公職選挙法改正案が可決成立、2016年参議院選挙から10増10減になり、鳥取県・島根県と高知県・徳島県がそれぞれ合区されて合同選挙区が創設される[89]。他に宮城県・新潟県・長野県は1人区（2減）に、北海道・東京都・愛知県・兵庫県・福岡県は定数2増（改選1増）。

### 8月
- 6日 - ポーランドの大統領にアンジェイ・ドゥダが就任。
- 9日 - 埼玉県知事選挙[90]が行われ、現職上田清司が4選。
- 17日 - スリランカ議会選挙
- 19日 - 自民党の武藤貴也衆院議員が、離党届を提出。即日受理された[91]。
- 20日
  - 岩手県知事選挙が告示され現職の達増拓也以外に立候補者が無く無投票で3選[92]。投票は9月6日の予定だった。
  -  ギリシャのアレクシス・ツィプラス首相がプロコピス・パヴロプロス大統領に辞表を提出[93]。
- 27日 - 維新の党の橋下徹最高顧問（大阪市長）、松井一郎顧問（大阪府知事）がともに離党届を提出[94]。
- 27日 - 次世代の党の松沢成文幹事長が、離党届を提出[95]。
- 28日 - 次世代の党の党首選が告示され、中山恭子参院議員が無投票で当選。10月1日就任予定。また、幹事長は和田政宗政調会長が兼任すると発表[96]。

### 9月
- 3日 -  グアテマラのオットー・ペレス・モリーナ大統領が汚職への関与を指摘されたことを受け、議会に辞表を提出[97]。
- 6日 - 岩手県議会選挙[98]。
- 8日
  - 自民党総裁の任期満了に伴う選挙が告示され、安倍晋三総裁（首相）が無投票で再選（通算3選）された。任期は2018年（平成30年）9月末までとなる[99]。
  - 維新の党の松野頼久代表が、党役員人事を断行。柿沢未途幹事長・片山虎之助総務会長・馬場伸幸国対委員長を解任し、今井雅人政調会長・小野次郎参院議員・牧義夫衆院議員をそれぞれ後任に任命。また、今井氏の後任に井坂信彦政調会長代理を起用した[100]。
- 11日 -  シンガポール総選挙（英語版）投開票。与党人民行動党が圧勝。
- 13日 - 山形市長選挙が投開票され、無所属で新人の佐藤孝弘が初当選[101]。
- 14日 -  オーストラリア・与党「自由党」が緊急の党首選を実施し、マルコム・ターンブル通信相（前党首）がトニー・アボット首相に勝利し、新党首に選出[102]。翌15日に、首相就任[103]。
- 18日 -  ネパール制憲議会は憲法草案を承認した。（20日公布）
- 19日 - 参院で「平和安全法制整備法」及び「国際平和共同対処事態法」（安全保障関連法）の採決が行われ可決・成立[104][105]。
- 20日 -  ギリシャ議会総選挙投開票。与党急進左派連合が過半数維持、ツィプラス首相続投。
- 21日 -  オーストラリアのマルコム・ターンブル首相が、組閣しターンブル内閣（英語版）が正式発足した[106]。
- 25日
  - 国際連合が2030年までの新たな指針「持続可能な開発のための2030アジェンダ」として示した持続可能な開発目標 (SDGs) が国連総会で採択された[107]。
  - 次世代の党が、平沼赳夫・園田博之両衆院議員の離党届を受理。平沼氏の離党で党首が不在となるため、10月1日に中山恭子参院会長が党首に就任するまでの間、和田政宗幹事長が「党首代行」を務める。これにより同党は、参院議員5名のみの所属となった[108]。
  - 下村博文文部科学相が記者会見で、新国立競技場整備計画が白紙撤回された責任を取り、内閣改造にあわせた辞任を表明[109]。
- 27日
  - 第189回国会会期末（1回延長）[110]。
  - 市長選挙は投開票の結果、無所属新人の前北見市常呂自治区長の辻直孝が、初当選した[111]。
  - 大阪府東大阪市議会選挙が投開票[112]。
- 28日 - 自民党の石破茂地方創生担当相が、自身の率いる「無派閥連絡会」を解散し、新たな派閥「水月会」（石破派）を発足させた。衆参計20名の国会議員が参加[113][114]。
- 30日 - 日本歯科医師連盟の迂回寄付を巡る政治資金規正法違反事件で、東京地検特捜部は会長、会計責任者の前副理事長、元会長を逮捕した[115]。

### 10月
- 1日
  - 防衛装備庁設置。初代長官は渡辺秀明[116]。
  - スポーツ庁設置。初代長官は、元水泳日本代表で日本水連会長の鈴木大地[117]。
  - 次世代の党の代表に、中山恭子参院会長（参院議員）が就任。これより、肩書きが「党首」から「代表」に変更された[118]。
  - 大阪維新の会の橋下徹代表と松井一郎幹事長が会見を行い、国政新党「おおさか維新の会」を結成したことを発表[119]。
  - 維新の党の吉村洋文衆院議員が、議員辞職・離党。11月22日投開票の大阪市長選に出馬する[120][121]。
- 2日 - 自民党党紀委員会が、平沼赳夫・園田博之両衆院議員（次世代の党を離党済み）の復党を承認し、正式に同党へ復党[122]。
- 4日 -  ポルトガル総選挙（英語版）投開票。与党社会民主党が過半数割れ。連立協議の結果、野党社会党を中心とした左派連合が政権を獲得し、4年ぶりに政権交代。
- 6日 -  米ニューヨーク検察当局は、ジョン・ウィリアム・アッシュ（英語版）元国連総会議長らを、国連の会議場の建設に絡み130万ドルを超える贈収賄の疑いで逮捕[123]。
- 7日
  - 安倍晋三首相が、内閣改造・自民党役員人事を実施[124]。「第3次安倍第1次改造内閣」が発足[125]。また今回の改造で、政権の新たな看板政策として掲げる「一億総活躍担当相」を新設[126]。
  - 公明党が、石井啓一国土交通相の後任の政調会長に、石田祝稔中央幹事会会長代理が就任[127]。
- 8日 - 大阪市長選に出馬する、吉村洋文前衆院議員の議員辞職に伴って、椎木保前衆院議員が繰り上げ当選[128]。
- 9日
  - 第3次安倍改造内閣の副大臣・政務官人事を実施[129]。
  - 小渕優子元経済産業相の関連政治団体をめぐり、政治資金規正法違反（虚偽記載など）の罪に問われた、元秘書の折田謙一郎被告と、資金管理団体「未来産業研究会」の元会計責任者、加辺（かべ）守喜被告に、それぞれ折田被告に禁錮2年、執行猶予3年、加辺被告に禁錮1年、執行猶予3年の判決を言い渡した。
- 11日 -  ネパール議会で首相選が行われ、K.P.シャルマ・オリが新首相に選出された。
- 11日 -  ベラルーシ大統領選挙が実施され、アレクサンドル・ルカシェンコが5選。
- 10月13日
  - 沖縄県の翁長雄志知事が、米軍普天間飛行場（宜野湾市）の移設先とされている名護市辺野古沿岸部の埋め立て承認の取り消しを正式決定[130]。
- 14日 - 維新の党が、片山虎之助前総務会長と馬場伸幸前国対委員長、東徹総務会長代行を除籍（除名）。橋下徹大阪市長が結党する「おおさか維新の会」に参加することによる反党行為のため[131]。
- 15日
  - 維新の党が、遠藤敬国対委員長代理や松浪健太選対委員長ら国会議員（衆院）9名と地方議員153名の計162名を除籍（除名）。上記の理由のため[132]。
  -  日本、ウクライナ、エジプト、ウルグアイ、セネガルの5カ国が国連安保理非常任理事国に選出された。任期は16年1月1日から17年の12月末までの間[133]。
- 16日 - 維新の党の参議院会派「維新の党」は片山虎之助が代表を務めていたため、除籍処分への報復措置として執行部側の参議院議員5人の会派離脱届を独断で届け出たため[134]、5人は会派から追い出された[135]。
- 18日 -  スイス総選挙 (Swiss federal election, 2015) 。
- 18日-19日 -  エジプト議会選挙 (Egyptian parliamentary election, 2015)
- 19日 - カナダ総選挙が行われ野党自由党が単独過半数を獲得[136] 。

30日 - 東京地検特捜部は日歯連前会長ら3人と両罰規定に基づき、団体としての日歯連を政治資金規正法違反（虚偽記入、量的制限）で東京地裁に起訴した。
- 22日 - 維新の党の小沢鋭仁・村岡敏英・小熊慎司・重徳和彦の4衆院議員が、離党届を提出[138]。4名とも当面は無所属で活動する。
- 23日 - 維新の党の吉田豊史衆院議員が、離党届を提出[139]。当面は無所属で活動する。
- 25日
  - 国会議員の補欠選挙（北海道5区＝議員死去による。）2015年日本の補欠選挙は実施なし。2016年4月に延期[140]。
  - 宮城県議会議員選挙[141][142]。
  -  アルゼンチン総選挙 (Argentine general election, 2015) 
  -  タンザニア総選挙 (Tanzanian general election, 2015) 
  -  ポーランド総選挙 (Polish parliamentary election, 2015) 。野党「法と正義」が単独過半数を獲得。
  -  グアテマラ大統領選挙の決選投票が実施され、国民集中戦線（英語版）から立候補した元コメディアンのジミー・モラレスが当選[143]。
  -  コートジボワール大統領選挙 (Ivorian presidential election, 2015) が実施され、アラサン・ワタラが再選。
- 26日 - 維新の党の下地幹郎衆院議員と儀間光男参院議員が、離党届を提出[139][144]。新党「おおさか維新の会」に参加する。これにより所属議員数（32名）が、共産党（33名）を下回り、野党第3党に転落[145]。
- 27日 - 民主党の松本剛明元外相（衆院議員）が、離党届を提出[146]。当面は無所属で活動する。
- 27日 - 維新の党・執行部側の参院議員が、参院・新会派「維新の党（参議院）」の結成を届け出た。寺田典城・会派代表や小野次郎総務会長ら5名が参加[147]。
- 28日 -  ネパール議会は、ビディヤ・デビー・バンダリー元国防相を大統領に選出[148]。
- 29日
  - 高知県知事選挙が告示されたが、現職知事の尾﨑正直以外に候補者として届け出を行った者がなく、無投票により尾崎の3回目の当選が決定・2回連続無投票[149]。投開票日は11月15日の予定であった。
  -  2015年9月25日、ジョン・ベイナーアメリカ合衆国下院議長が辞職し、合わせて政界からも引退した。「オバマ政権に融和的」であるとして、共和党内の強硬派からの圧力があったものと思われている[150]。
- 31日 - 橋下徹大阪市長（大阪維新の会代表）が、新たな国政政党「おおさか維新の会」の結党大会を開催[151][152][153]。

### 11月
- 1日 -   トルコ11月総選挙で与党公正発展党が過半数回復し勝利。[154]。
- 2日 - 31日に結党大会を開いた、新党「おおさか維新の会」の設立を総務相に届け出た。15名（衆10・参5）の国会議員で結党[155]。代表に橋下徹大阪市長、幹事長に松井一郎大阪府知事、政調会長に吉村洋文前衆院議員が、それぞれ就任した[156][157]。
- 2日 - 維新の党の鈴木義弘衆院議員が、離党届を提出。当面は無所属で活動する[158]。
- 4日 - おおさか維新の会に参加し、維新の党に党籍が残っている椎木保衆院議員が、維新の党の離党届を提出[159]。
- 4日 - カナダで自由党のジャスティン・トルドー党首が第29代首相に就任[160]。
- 7日 - 中華人民共和国の習近平国家主席（党総書記）と中華民国の馬英九総統が1949年の分断後では初めてとなる中台首脳会談をシンガポールで開催[161][162]。
- 8日 - ミャンマーで連邦議会の総選挙を実施。アウンサンスーチー率いる野党国民民主連盟が大勝し、政権交代[163]。
- 8日 - クロアチア総選挙
- 9日 -  スペインのカタルーニャ議会が独立手続き開始宣言を可決[164]。
- 10日 - ポルトガル議会は、コエリョ新内閣施政方針案を否決（内閣不信任）、内閣総辞職。
- 15日 - 福島県議会議員選挙[165]。
- 22日
  - 大阪府知事・大阪市長ダブル選挙投開票。
    - 大阪府知事選挙は、大阪維新の会公認・現職の松井一郎氏が、自民推薦で民主・共産支援の元大阪府議会議員の栗原貴子氏らに大差をつけ再選[166]。大阪市長選挙は、大阪維新の会公認・新人の吉村洋文氏が、自民推薦で民主・共産支援の前大阪府議会議員の柳本顕氏らを退け初当選[166]。

  - アルゼンチン大統領選挙
- 22日 -  香港第五回区議会選挙。
- 26日 -  ポルトガル首相にアントニオ・コスタ社会党書記長が就任[167]。
- 29日 -  ブルキナファソでブルキナファソの大統領選挙が行われロック・マルク・クリスチャン・カボレ元首相が当選[168]。

### 12月
- 4日 - 社民党の党首選が告示され、吉田忠智党首が無投票で再選[169]。
- 4日 - 元みんなの党幹事長の水野賢一参院議員（無所属）が、民主党・参院会派に入会[170]。
- 5日 - 奈良県田原本町の町長が酒気帯び運転で逮捕[171]。
- 6日 - 維新の党代表選が投開票され、松野頼久代表が小野次郎総務会長を大差で破り、代表に再選。即日党役員人事も行い、今井雅人幹事長を留任。政調会長に小野総務会長、総務会長に牧義夫国対委員長、国対委員長に石関貴史衆院議員を選出[172]。
- 7日
  - 民主党・岡田克也と維新の党・松野頼久の両党首が国会内で会談し、来年の通常国会における民主・維新の統一会派結成に向け、両党が党内手続きを進めることで合意[173]。
  - 「日本を元気にする会」の井上義行参院議員が、離党届を提出[174]。
  - 社会福祉法人への寄付を装い相続遺産約5億円が脱税された事件で、脱税容疑で、社会福祉法人理事の和歌山県議が逮捕された[175]。
  - ラトビアのストラウユマ首相が辞任。
- 8日 - 維新の党とおおさか維新の会の内紛が「維新の党を将来的に解党すること」との円満合意で終結した[176]。
- 9日 - 維新の党が、馬場伸幸氏ら大阪系（除名）と小沢鋭仁氏ら中間派（離党許可）の衆院議員19名の会派離脱届を衆院に届け出。これを受け、新会派として、馬場氏ら13名が「おおさか維新の会」、小沢氏ら4名が「改革結集の会」をそれぞれ結成。残る2名は無所属で活動[177]。
- 12日
  - 国政政党「おおさか維新の会」の党大会と地域政党「大阪維新の会」の全体会議が開かれ、代表を務める大阪市の橋下徹市長が政界を引退することに伴い、橋下氏の代表辞任、ならびに後任の代表に幹事長の大阪府の松井一郎知事を新代表に選出。国会での党首討論などを想定し、共同代表および国会議員団長に片山虎之助参院議員、幹事長に馬場伸幸衆院議員がそれぞれ就任[178]。
  - 連立与党の自民党と公明党は、将来的な消費税10%の増税時に導入する食品の軽減税率（8%）の対象品目について「酒類と外食を除く飲食料品全般」とすることで正式合意したことを自民党・谷垣禎一と公明党・井上義久の両幹事長が発表[179]。
- 20日 -  スペイン議会総選挙投開票。与党国民党は第1党は維持したが過半数割れ[180]。
- 21日
  - 維新の党を離党した無所属の衆院議員5人（村岡敏英・小沢鋭仁・小熊慎司・重徳和彦・鈴木義弘）が新党「改革結集の会」を結成し、総務省等に届け出た。代表には村岡敏英氏が就き、代表を補佐する会長は小沢鋭仁元環境相が務める[181]。
  - 次世代の党はこの日行われた議員総会で、党名を「日本のこころを大切にする党」に変更することを決めた[182]。
- 22日 - 7日に「日本を元気にする会」に離党届けを提出した井上義行参院議員が、離党届は留め置かれたまま、会派のみ離脱[183]。24日には、党籍は元気に残したまま自民党会派に加入した[184]。
- 28日
  - 岸田文雄外相は、韓国の尹炳世外相とソウル市内で会談。日韓間の最大の懸案の一つである旧日本軍の従軍慰安婦問題について会談し、韓国政府が設立する財団に日本政府が約10億円を拠出、元慰安婦への支援事業を行うことなどで合意[185]。この後、安倍晋三首相と朴槿恵大統領が電話で会談。安倍首相は「おわびと反省の気持ち」を伝え、両首脳は合意内容を「責任を持って実施する」ことを確認した[186][187]。
  - 民主党と維新の党が、衆議院での統一会派「民主・維新・無所属クラブ」を結成した。会派には無所属の野間健も参加し、93名となった。[188]。

## 死去
- 1月1日
  - マリオ・クオモ :  元米国・ニューヨーク州知事（1932年）[189]
  - ウマル・カラーミー :  元レバノン首相（1934年）[190]
- 1月3日 - エドワード・ブルック :  元米国上院議員（1919年）[191]
- 1月4日 - 阿部昭吾 : 元社民連衆院議員・書記長・国対委員長（1928年）[192]
- 1月7日 - 吉住弘 : 東京都台東区長（* 1941年）[193]
- 1月9日 - ユゼフ・オレクスィ :  元ポーランド首相（1946年）[194]
- 1月14日 - 張万年 :  元中国共産党中央軍事委員会副主席（* 1928年）[195]
- 1月16日 - 須賀龍郎 : 前鹿児島県知事（1924年）[196]
- 1月21日 - レオン・ブリタン :  イギリス元下院議員・内相、 欧州委員会副委員長（1939年）[197]
- 1月23日 - アブドゥッラー・ビン・アブドゥルアズィーズ:  サウジアラビア第6代国王 （1924年）[198]
- 1月29日 - 園田天光光 : 元労農党衆院議員（1919年）[199]
- 1月30日 - ジェリュ・ジェレフ :  ブルガリア元大統領（1935年）[200]
- 1月31日 - リヒャルト・フォン・ヴァイツゼッカー :  ドイツ元大統領、西ベルリン市長（1920年）[201][202]
- 2月6日 - 松山千恵子 : 元自民党衆院議員（1914年）[203]
- 2月9日 - 松田九郎 : 元自民党衆院議員、長崎県議会議長（1922年）[204]
- 2月10日 - 鄧力群 :  元中国共産党中央宣伝部長（1915年）[205]
- 2月25日 - 野中英二 : 元自民党衆議院議員、第18代国土庁長官（1920年）[206]
- 2月27日 - ボリス・ネムツォフ :  ロシア元第一副首相（1959年）[207]
- 3月2日 - 佐藤益美 : 元大分県大分市長（* 1921年）[208]
- 3月15日 - 徐才厚 :  第17期中国共産党中央政治局委員、元党中央軍事委員会副主席（* 1943年）[209]
- 3月20日 - マルコム・フレーザー :  オーストラリア第22代首相（1930年）[210]
- 3月23日 - リー・クアンユー :  シンガポール初代首相（1923年）[211]
- 4月5日 - ジャマルディン・ジャリス、マレーシア元国内流通大臣、科学技術革新大臣（* 1951年）[212]
- 4月10日
  - 井上普方 : 元社会党衆院議員（1925年）[213]
  - 志賀一夫 : 元社会党衆院議員（1925年）[214]
- 4月15日 - 最上進 : 元自民党参院議員（1941年）[215]
- 4月24日 - ヴワディスワフ・バルトシェフスキ :  ポーランド元外相（1922年）[216]
- 4月30日
  - 浦井洋 : 元日本共産党衆議院議員（1927年）[217]
  - 玄永哲 :  第12代朝鮮民主主義人民共和国人民武力部長、元朝鮮人民軍総参謀長、元朝鮮労働党中央軍事委員会副委員長（1949年）[218]
- 5月9日 - ケナン・エヴレン :   第7代トルコ共和国大統領（1917年）[219]
- 5月10日 - 金格植 :  元朝鮮民主主義人民共和国人民武力部長、元朝鮮人民軍総参謀長（1940年）[220][221]
- 5月18日 - ハルドール・アウスグリムソン :  元アイスランド首相（* 1947年）[222]
- 5月30日 - ボー・バイデン :  前米国デラウェア州司法長官（* 1969年）[223]
- 6月1日 - 町村信孝 : 自由民主党衆議院議員  第75代衆議院議長、第124・129代文部大臣、第62代科学技術庁長官、初代文部科学大臣、第134・135・138代外務大臣、第75代内閣官房長官 （1944年）[76]
- 6月5日
  - 後藤茂 : 元衆議院議員【日本社会党・市民リーグ・民主党所属】（1925年）[224]
  - ターリク・ミハイル・アズィーズ :  元イラク副首相、元外相（1936年）[225]
- 6月8日 - チア・シム :  カンボジア王国元老院議長、カンボジア人民党議長（1932年）[226]
- 6月14日 - 喬石 : 元中華人民共和国全国人民代表大会（全人代＝国会）常務委員長（1924年）[227]
- 6月15日 - 馬場昇 : 元日本社会党衆議院議員、元日本社会党書記長（1925年）[228]
- 6月17日
  - スュレイマン・デミレル :  元トルコ首相・大統領（1924年）[229]
  - ロン・クラーク :  オーストラリア・ゴールドコースト市長、元陸上競技選手（1937年）[230]
- 6月26日 - エフゲニー・プリマコフ :  元ロシア首相・外相（1929年）[231]
- 7月2日 - 田邊誠 : 元日本社会党衆議院議員、元日本社会党委員長（1922年）[232]
- 7月3日 - 小林元 : 元新進党・民主党参院議員（1932年）[233]
- 7月7日 - 平泉渉 : 元自由民主党参議院議員・衆議院議員、第36代経済企画庁長官（1929年）[234]
- 7月9日
  - サウード・アル＝ファイサル :  前サウジアラビア外相（1940年）[235]
  - 小斉平敏文 : 元自由民主党参議院議員（1949年）[236]
- 7月15日 - 万里 :  元中国・全国人民代表大会（全人代）常務委員長（1916年）[237]
- 7月19日 - 紀平悌子 : 元参議院議員、元日本婦人有権者同盟会長（1928年）[238]
- 7月27日 - アブドゥル・カラーム :  第11代インド大統領（1931年）[239]
- 8月1日 - 玉城栄一 : 元公明党衆院議員（1934年）[240]
- 8月3日 - 山口鶴男 : 元日本社会党衆議院議員、元社会党書記長、第15代総務庁長官（1925年）[241]
- 8月7日 - 尉健行 :  元中国共産党中央政治局常務委員（1931年）[242]
- 8月7日 - マヌエル・コントレラス :  チリ軍事政権（スペイン語版）国家情報局（スペイン語版）長官（* 1929年）[243]
- 8月15日 - 小島静馬 : 元自民党衆院議員・参院議員（1928年）[244]
- 8月21日 - 汪東興 :  元中国共産党中央委員会副主席（1916年）[245]
- 8月22日 - イエン・チリト :  元 カンボジア社会問題相（1932年）[246]。
- 9月5日
  - 竹内黎一 : 元自由民主党衆議院議員、第38代科学技術庁長官（1926年）[247]
  - 小川新一郎 : 元公明党衆院議員（1926年）[248]
- 9月6日 - 砂田圭佑 : 元自由民主党衆議院議員（1933年）[249]
- 9月13日 - 森本靖 : 元社会党衆院議員（1920年）[250]
- 9月19日 - 塩川正十郎 : 元自由民主党衆議院議員、第2代財務大臣、第50代内閣官房長官（1921年）[251]
- 9月25日 - 高橋一郎 : 元自民党・新生党・新進党衆院議員（1926年）[252]
- 10月1日 - 星野朋市 : 元保守党参院議員（1932年）[253]
- 10月2日 - エリク・アルトゥーロ・デルバイエ（スペイン語版） :  元パナマ副大統領、大統領代理（1937年）[254]
- 10月3日 - デニス・ヒーリー :  元イギリス国防相、財務相（1917年）[255]
- 10月4日 - 広木康二 :元富岡市長（* 1929年）[256]

- 10月9日
  - ジェフリー・ハウ :  元イギリス外相（1926年）[257]
  - 杜潤生 :  元中国共産党中央農村政策研究室主任、「中国農村改革の父」（1913年）[258]
- 10月13日 - 萩山教嚴 : 元自民党衆院議員（1932年）[259]
- 10月14日 - マチュー・ケレク :  前ベナン大統領（1933年）[260]
- 10月18日 - 萩野浩基 : 元自民党衆院議員・参院議員、哲学者、僧侶、東北福祉大学学長（1940年）[261]
- 11月1日 - ギュンター・シャボフスキー :  旧東ドイツの政治家、ジャーナリスト。元ノイエス・ドイチュラント編集長。東ドイツ人民議会議員、ドイツ社会主義統一党(SED)政治局員、党ベルリン地区委員会第一書記（* 1929年）[262]
- 11月1日 - フレッド・トンプソン :  アメリカ合衆国元上院議員（* 1942年）[263]
- 11月6日 - イツハク・ナヴォン :  イスラエル第5代大統領（* 1921年）[264]
- 11月6日 - 青木薪次 : 日本社会党参議院議員、第61代労働大臣（* 1926年）[265]
- 11月7日 - 李乙雪 :  元朝鮮民主主義人民共和国国防委員会委員（* 1934年）[266]
- 11月10日
  - ヘルムート・シュミット :  西ドイツ元国防相・経済相・財務相、第5代首相（* 1918年）[267][268]
  - 野村光雄 : 元公明党衆議院議員（* 1922年）[269]
- 11月13日 - 大木浩 : 元自由民主党参議院議員・衆議院議員、第3代環境大臣（* 1927年）[270]
- 11月20日 - 木間章 : 元社会党衆院議員（1930年）[271]
- 11月22日 - 金泳三 : 第14代韓国大統領（1927年）[272]
- 11月30日 - 谷川寛三: 元自由民主党衆議院議員・参議院議員、第47代科学技術庁長官（* 1920年）[273]
- 12月2日 - サンディ・バーガー（英語版） : 元米国国家安全保障問題担当大統領補佐官（* 1945年）[274]
- 12月9日 - 野坂昭如 : 元第二院クラブ参議院議員（* 1930年）[275]
- 12月17日 - 森本晃司:元衆議院議員（4期）、参議院議員（1期）、第60代建設大臣（* 1942年）[276]
- 12月18日
  - 藤田雄山:元自由民主党参議院議員、公選第6代広島県知事（* 1949年）[277]
  - 藤原房雄:元公明党参議院議員・衆議院議員（* 1929年）[278]
- 12月29日 - 金養建:北朝鮮の政治家、朝鮮労働党書記・統一戦線部長（* 1942年）[279]